# Wahlkreis Sassari (Senato della Repubblica)
Der Wahlkreis Sassari war von 1948 bis 2005 und ist seit 2017 wieder ein Wahlkreis (italienisch collegio elettorale) für die Wahl des Senats.

## Von 1948 bis 1993

### Wahlkreisgebiet
Der Wahlkreis umfasste 36 Gemeinden: Alghero, Banari, Bessude, Bonnanaro, Bonorva, Borutta, Cargeghe, Castelsardo, Cheremule, Codrongianos, Cossoine, Florinas, Giave, Ittiri, Mara, Monteleone Rocca Doria, Olmedo, Osilo, Ossi, Padria, Ploaghe, Porto Torres, Pozzomaggiore, Putifigari, Romana, Sassari, Semestene, Sennori, Siligo, Sorso, Thiesi, Tissi, Torralba, Uri, Usini und Villanova Monteleone.

### Wahlergebnisse

#### Parlamentswahl 1963
| Kandidaten               | Kandidaten             | Parteien                                | Stimmen | %    |
| ------------------------ | ---------------------- | --------------------------------------- | ------- | ---- |
|                          | Francesco Deriugewählt | Democrazia Cristiana                    | 37.938  | 37,0 |
|                          | L. Polano              | Partito Comunista Italiano              | 21.321  | 20,8 |
|                          | Gavino Pinnagewählt    | Movimento Sociale Italiano              | 12.918  | 12,6 |
|                          | S. Cappai              | Partito Liberale Italiano               | 12.097  | 11,8 |
|                          | Mario Berlinguer       | Partito Socialista Italiano             | 10.690  | 10,4 |
|                          | G. Soggiu              | Partito Socialista Democratico Italiano | 4.489   | 4,4  |
|                          | G. Mastrandrea         | Partito Sardo d’Azione                  | 3.033   | 3,0  |
| Gesamt                   | Gesamt                 | Gesamt                                  | 102.486 | 100  |
|                          |                        |                                         |         |      |
| Ungültige Stimmen        | Ungültige Stimmen      | Ungültige Stimmen                       | 4.169   | 3,9  |
| Wähler                   | Wähler                 | Wähler                                  | 106.655 | 90,8 |
| Wahlberechtigte          | Wahlberechtigte        | Wahlberechtigte                         | 117.470 |      |
|                          |                        |                                         |         |      |
| Quelle: Innenministerium |                        |                                         |         |      |

#### Parlamentswahl 1968
| Kandidaten               | Kandidaten                  | Parteien                                  | Stimmen | %    |
| ------------------------ | --------------------------- | ----------------------------------------- | ------- | ---- |
|                          | Francesco Deriugewählt      | Democrazia Cristiana                      | 45.006  | 42,0 |
|                          | L. Polano                   | PCI – PSIUP                               | 27.318  | 25,5 |
|                          | Antonio Castellacciogewählt | Partito Socialista Unificato (PSI – PSDI) | 14.023  | 13,1 |
|                          | Gavino Pinna                | Movimento Sociale Italiano                | 12.237  | 11,4 |
|                          | N. Simula                   | Partito Liberale Italiano                 | 4.770   | 4,5  |
|                          | A. Porqueddu                | Partito Repubblicano Italiano             | 2.428   | 2,3  |
|                          | F. Spanedda                 | Partito Sardo d’Azione                    | 1.342   | 1,3  |
| Gesamt                   | Gesamt                      | Gesamt                                    | 107.124 | 100  |
|                          |                             |                                           |         |      |
| Ungültige Stimmen        | Ungültige Stimmen           | Ungültige Stimmen                         | 6.273   | 5,5  |
| Wähler                   | Wähler                      | Wähler                                    | 113.397 | 89,9 |
| Wahlberechtigte          | Wahlberechtigte             | Wahlberechtigte                           | 126.148 |      |
|                          |                             |                                           |         |      |
| Quelle: Innenministerium |                             |                                           |         |      |

#### Parlamentswahl 1972
| Kandidaten               | Kandidaten             | Parteien                                      | Stimmen | %    |
| ------------------------ | ---------------------- | --------------------------------------------- | ------- | ---- |
|                          | Francesco Deriugewählt | Democrazia Cristiana                          | 46.214  | 39,6 |
|                          | G. Marras              | PCI – PSIUP – P.S.d’Az.                       | 28.174  | 24,2 |
|                          | Gavino Pinna           | Movimento Sociale Italiano – Destra Nazionale | 16.864  | 14,5 |
|                          | Antonio Castellaccio   | Partito Socialista Italiano                   | 13.835  | 11,9 |
|                          | S. Bonfigli            | PSDI – PRI                                    | 7.826   | 6,7  |
|                          | F. Leoni               | Partito Liberale Italiano                     | 3.672   | 3,1  |
| Gesamt                   | Gesamt                 | Gesamt                                        | 116.585 | 100  |
|                          |                        |                                               |         |      |
| Ungültige Stimmen        | Ungültige Stimmen      | Ungültige Stimmen                             | 5.189   | 4,3  |
| Wähler                   | Wähler                 | Wähler                                        | 121.774 | 91,0 |
| Wahlberechtigte          | Wahlberechtigte        | Wahlberechtigte                               | 133.835 |      |
|                          |                        |                                               |         |      |
| Quelle: Innenministerium |                        |                                               |         |      |

#### Parlamentswahl 1976
| Kandidaten               | Kandidaten             | Parteien                                      | Stimmen | %    |
| ------------------------ | ---------------------- | --------------------------------------------- | ------- | ---- |
|                          | Francesco Deriugewählt | Democrazia Cristiana                          | 55.545  | 44,1 |
|                          | Luigi Marras           | Partito Comunista Italiano                    | 38.856  | 30,9 |
|                          | Gavino Pinna           | Movimento Sociale Italiano – Destra Nazionale | 13.571  | 10,8 |
|                          | Andrea Saba            | Partito Socialista Italiano                   | 11.593  | 9,2  |
|                          | Giovanni Fiore         | PLI – PRI – PSDI                              | 6.372   | 5,1  |
| Gesamt                   | Gesamt                 | Gesamt                                        | 125.937 | 100  |
|                          |                        |                                               |         |      |
| Ungültige Stimmen        | Ungültige Stimmen      | Ungültige Stimmen                             | 4.532   | 3,5  |
| Wähler                   | Wähler                 | Wähler                                        | 130.469 | 91,5 |
| Wahlberechtigte          | Wahlberechtigte        | Wahlberechtigte                               | 142.573 |      |
|                          |                        |                                               |         |      |
| Quelle: Innenministerium |                        |                                               |         |      |

#### Parlamentswahl 1983
| Kandidaten               | Kandidaten              | Parteien                                      | Stimmen | %    |
| ------------------------ | ----------------------- | --------------------------------------------- | ------- | ---- |
|                          | Salvatore Campusgewählt | Democrazia Cristiana                          | 41.760  | 32,5 |
|                          | Mario Birardi           | Partito Comunista Italiano                    | 34.674  | 27,0 |
|                          | Giovanni Vittorio Ibba  | Partito Socialista Italiano                   | 12.554  | 9,8  |
|                          | Francesco Manca         | Partito Sardo d’Azione                        | 12.342  | 9,6  |
|                          | Salvatore Bonfigli      | PLI – PRI – PSDI                              | 11.804  | 9,2  |
|                          | Gavino Pinna            | Movimento Sociale Italiano – Destra Nazionale | 11.761  | 9,2  |
|                          | Rosaria Casula          | Partito Radicale                              | 2.166   | 1,7  |
|                          | Gavino Cubeddu          | Lista per Trieste – UDP                       | 1.419   | 1,1  |
| Gesamt                   | Gesamt                  | Gesamt                                        | 128.480 | 100  |
|                          |                         |                                               |         |      |
| Ungültige Stimmen        | Ungültige Stimmen       | Ungültige Stimmen                             | 8.460   | 6,2  |
| Wähler                   | Wähler                  | Wähler                                        | 136.940 | 85,6 |
| Wahlberechtigte          | Wahlberechtigte         | Wahlberechtigte                               | 159.953 |      |
|                          |                         |                                               |         |      |
| Quelle: Innenministerium |                         |                                               |         |      |

#### Parlamentswahl 1987
| Kandidaten               | Kandidaten               | Parteien                                      | Stimmen | %    |
| ------------------------ | ------------------------ | --------------------------------------------- | ------- | ---- |
|                          | Pietro Montresorigewählt | Democrazia Cristiana                          | 50.437  | 36,9 |
|                          | G. Cherchi               | Partito Comunista Italiano                    | 36.111  | 26,4 |
|                          | S. Porcu                 | Partito Sardo d’Azione                        | 19.212  | 14,0 |
|                          | A. Castellaccio          | Alleanza Laica Socialista                     | 12.637  | 9,2  |
|                          | Gavino Pinna             | Movimento Sociale Italiano – Destra Nazionale | 10.132  | 7,4  |
|                          | G. Piliu                 | Partidu Indipendentista                       | 3.056   | 2,2  |
|                          | P. Aresti                | Verdi d’Italia – Partito Ecologista           | 1.903   | 1,4  |
|                          | P. Zucca                 | Democrazia Proletaria                         | 1.782   | 1,3  |
|                          | M. Poddine               | Liga Veneta                                   | 1.085   | 0,8  |
|                          | B. Pastore               | Alleanza Popolare Pensionati                  | 447     | 0,3  |
| Gesamt                   | Gesamt                   | Gesamt                                        | 136.802 | 100  |
|                          |                          |                                               |         |      |
| Ungültige Stimmen        | Ungültige Stimmen        | Ungültige Stimmen                             | 9.336   | 6,4  |
| Wähler                   | Wähler                   | Wähler                                        | 146.138 | 86,3 |
| Wahlberechtigte          | Wahlberechtigte          | Wahlberechtigte                               | 169.246 |      |
|                          |                          |                                               |         |      |
| Quelle: Innenministerium |                          |                                               |         |      |

#### Parlamentswahl 1992
| Kandidaten               | Kandidaten               | Parteien                                      | Stimmen | %    |
| ------------------------ | ------------------------ | --------------------------------------------- | ------- | ---- |
|                          | Pietro Montresorigewählt | Democrazia Cristiana                          | 41.896  | 30,0 |
|                          | Giuseppe Sassu           | Partito Democratico della Sinistra            | 21.356  | 15,3 |
|                          | Salvatore Bonfigli       | Partito Socialista Italiano                   | 21.088  | 15,1 |
|                          | Gavino Pinna             | Movimento Sociale Italiano – Destra Nazionale | 11.908  | 8,5  |
|                          | Salvatore Fadda          | Federalismo – Pensionati Uomini Vivi          | 11.163  | 8,0  |
|                          | Walter Vassallo          | Partito della Rifondazione Comunista          | 8.663   | 6,2  |
|                          | Pietro Pigliaru          | Partito Socialista Democratico Italiano       | 7.502   | 5,4  |
|                          | Monserrato Bacciu        | Federazione dei Verdi                         | 5.362   | 3,8  |
|                          | Achille Cubeddu          | Partito Repubblicano Italiano                 | 4.567   | 3,3  |
|                          | Giuseppe Castiglia       | Partito Liberale Italiano                     | 3.262   | 2,3  |
|                          | Salvatore Maievi         | Partidu Indipendentista                       | 2.070   | 1,5  |
|                          | Giovanni Ghighini        | Lega Lombarda                                 | 721     | 0,5  |
| Gesamt                   | Gesamt                   | Gesamt                                        | 139.558 | 100  |
|                          |                          |                                               |         |      |
| Ungültige Stimmen        | Ungültige Stimmen        | Ungültige Stimmen                             | 14.825  | 9,6  |
| Wähler                   | Wähler                   | Wähler                                        | 154.383 | 83,9 |
| Wahlberechtigte          | Wahlberechtigte          | Wahlberechtigte                               | 184.084 |      |
|                          |                          |                                               |         |      |
| Quelle: Innenministerium |                          |                                               |         |      |

## Von 1993 bis 2005

### Wahlkreisgebiet
Der Wahlkreis umfasste 19 Gemeinden: Alghero, Banari, Bessude, Cargeghe, Chiaramonti, Codrongianos, Florinas, Ittiri, Monteleone Rocca Doria, Muros, Olmedo, Osilo, Ossi, Ploaghe, Porto Torres, Putifigari, Romana, Sassari und Sennori.

### Wahlergebnisse

#### Parlamentswahl 1994
| Kandidaten               | Kandidaten          | Parteien                | Stimmen | %    |
| ------------------------ | ------------------- | ----------------------- | ------- | ---- |
|                          | Nanni Campusgewählt | Polo del Buon Governo   | 47.182  | 34,0 |
|                          | Gaetano Porqueddu   | Patto per l’Italia      | 36.027  | 25,9 |
|                          | Benito Saba         | Progressisti            | 32.185  | 23,2 |
|                          | Giacomo Sanna       | Partito Sardo d’Azione  | 16.455  | 11,9 |
|                          | Mario Palmerio Lai  | La Rete                 | 3.754   | 2,7  |
|                          | Umberto Pes         | Partidu Indipendentista | 3.250   | 2,3  |
| Gesamt                   | Gesamt              | Gesamt                  | 138.853 | 100  |
|                          |                     |                         |         |      |
| Ungültige Stimmen        | Ungültige Stimmen   | Ungültige Stimmen       | 10.459  | 7,0  |
| Wähler                   | Wähler              | Wähler                  | 149.312 | 83,9 |
| Wahlberechtigte          | Wahlberechtigte     | Wahlberechtigte         | 177.889 |      |
|                          |                     |                         |         |      |
| Quelle: Innenministerium |                     |                         |         |      |

#### Parlamentswahl 1996
| Kandidaten               | Kandidaten           | Parteien            | Stimmen | %    |
| ------------------------ | -------------------- | ------------------- | ------- | ---- |
|                          | Franco Melonigewählt | L’Ulivo             | 66.473  | 49,1 |
|                          | Nanni Campusgewählt  | Polo per le Libertà | 61.611  | 45,5 |
|                          | Giampiero Marras     | Sardigna Natzione   | 7.401   | 5,5  |
| Gesamt                   | Gesamt               | Gesamt              | 135.485 | 100  |
|                          |                      |                     |         |      |
| Ungültige Stimmen        | Ungültige Stimmen    | Ungültige Stimmen   | 11.269  | 7,7  |
| Wähler                   | Wähler               | Wähler              | 146.754 | 79,7 |
| Wahlberechtigte          | Wahlberechtigte      | Wahlberechtigte     | 184.144 |      |
|                          |                      |                     |         |      |
| Quelle: Innenministerium |                      |                     |         |      |

#### Parlamentswahl 2001
| Kandidaten               | Kandidaten                         | Parteien                             | Stimmen | %    |
| ------------------------ | ---------------------------------- | ------------------------------------ | ------- | ---- |
|                          | Bruno Dettorigewählt               | L’Ulivo                              | 60.819  | 40,8 |
|                          | Pasqualino Lorenzo Federicigewählt | Casa delle Libertà                   | 59.372  | 39,8 |
|                          | Francesco Satta                    | Lista Amadu                          | 9.203   | 6,2  |
|                          | Giovanni Acciaro                   | Partito Sardo d’Azione               | 6.213   | 4,2  |
|                          | Dario Satta                        | Partito della Rifondazione Comunista | 4.526   | 3,0  |
|                          | Angelo Mura                        | Lista Di Pietro                      | 4.403   | 3,0  |
|                          | Giuseppe Conti                     | Lista Pannella–Bonino                | 2.816   | 1,9  |
|                          | Pietro Manca                       | Democrazia Europea                   | 1.848   | 1,2  |
| Gesamt                   | Gesamt                             | Gesamt                               | 149.200 | 100  |
|                          |                                    |                                      |         |      |
| Ungültige Stimmen        | Ungültige Stimmen                  | Ungültige Stimmen                    | 8.695   | 5,5  |
| Wähler                   | Wähler                             | Wähler                               | 157.895 | 79,8 |
| Wahlberechtigte          | Wahlberechtigte                    | Wahlberechtigte                      | 197.868 |      |
|                          |                                    |                                      |         |      |
| Quelle: Innenministerium |                                    |                                      |         |      |

## Von 2017 bis 2020

### Wahlkreisgebiet
Der Wahlkreis umfasste  Gemeinden, d. h. alle 92 Gemeinden der Provinz Sassari und 14 Gemeinden der Provinz Nuoro (Bitti, Galtellì, Irgoli, Loculi, Lodè, Lula, Onanì, Onifai, Orosei, Orune, Osidda, Posada, Siniscola und Torpè).

### Wahlergebnisse

#### Parlamentswahl 2018
| Kandidaten               | Kandidaten                   | Stimmen | %    | Listen                   | Stimmen | %    |
| ------------------------ | ---------------------------- | ------- | ---- | ------------------------ | ------- | ---- |
|                          | Vittoria Bogo Deleddagewählt | 103.823 | 41,3 | Movimento 5 Stelle       | 103.823 | 41,3 |
|                          | Antonio Moro                 | 80.117  | 31,8 | Forza Italia             | 37.742  | 15,0 |
| Lega per Salvini Premier | Antonio Moro                 | 80.117  | 31,8 | 29.981                   | 11,9    |      |
| Fratelli d’Italia        | Antonio Moro                 | 80.117  | 31,8 | 10.372                   | 4,1     |      |
| Noi con l’Italia – UDC   | Antonio Moro                 | 80.117  | 31,8 | 2.022                    | 0,8     |      |
|                          | Gianfranco Ganau             | 47.844  | 19,0 | Partito Democratico      | 42.655  | 16,9 |
| +Europa                  | Gianfranco Ganau             | 47.844  | 19,0 | 3.458                    | 1,4     |      |
| Italia Europa Insieme    | Gianfranco Ganau             | 47.844  | 19,0 | 966                      | 0,4     |      |
| Civica Popolare          | Gianfranco Ganau             | 47.844  | 19,0 | 765                      | 0,3     |      |
|                          | Domenico Serra               | 6.235   | 2,5  | Liberi e Uguali          | 6.235   | 2,5  |
|                          | Marina Piras                 | 5.912   | 2,3  | Autodeterminatzione      | 5.912   | 2,3  |
|                          | Luigi Umberto Todini         | 2.226   | 0,9  | CasaPound Italia         | 2.226   | 0,9  |
|                          | Andrea Lai                   | 2.073   | 0,8  | Potere al Popolo!        | 2.073   | 0,8  |
|                          | Antonio Casini               | 1.404   | 0,6  | Il Popolo della Famiglia | 1.404   | 0,6  |
|                          | Bruno Fiori                  | 1.377   | 0,5  | Partito Comunista        | 1.377   | 0,5  |
|                          | Marie Papaspyropoulos        | 642     | 0,3  | Partito Valore Umano     | 642     | 0,3  |
| Gesamt                   | Gesamt                       | 251.653 | 100  |                          | 251.653 | 100  |
|                          |                              |         |      |                          |         |      |
| Ungültige Stimmen        | Ungültige Stimmen            | 8.397   | 3,2  |                          |         |      |
| Wähler                   | Wähler                       | 260.050 | 64,9 |                          |         |      |
| Wahlberechtigte          | Wahlberechtigte              | 400.565 |      |                          |         |      |
|                          |                              |         |      |                          |         |      |
| Quelle: Innenministerium |                              |         |      |                          |         |      |

#### Nachwahl 2020
Die Wahl fand am 20. September statt
| Kandidaten               | Kandidaten           | Parteien                                               | Stimmen | %    |
| ------------------------ | -------------------- | ------------------------------------------------------ | ------- | ---- |
|                          | Carlo Doriagewählt   | Mitte-rechts (Lega – Forza Italia – Fratelli d’Italia) | 49.725  | 40,2 |
|                          | Lorenzo Corda        | Nord Sardegna con Lorenzo Corda                        | 35.718  | 28,9 |
|                          | Agostinangelo Marras | Agostinangelo Marras per la Sardegna                   | 30.671  | 24,8 |
|                          | Gian Mario Salis     | Partito Socialista Italiano                            | 7.434   | 6,0  |
| Gesamt                   | Gesamt               | Gesamt                                                 | 123.548 | 100  |
|                          |                      |                                                        |         |      |
| Ungültige Stimmen        | Ungültige Stimmen    | Ungültige Stimmen                                      | 21.698  | 14,9 |
| Wähler                   | Wähler               | Wähler                                                 | 145.246 | 33,9 |
| Wahlberechtigte          | Wahlberechtigte      | Wahlberechtigte                                        | 427.824 |      |
|                          |                      |                                                        |         |      |
| Quelle: Innenministerium |                      |                                                        |         |      |

## Seit 2020

### Wahlkreisgebiet
| Wahlkreise – Senato della Repubblica – Autonome Region Sardinien | Wahlkreise – Senato della Repubblica – Autonome Region Sardinien | Wahlkreise – Senato della Repubblica – Autonome Region Sardinien |
| Provinz                                                          | Provinz                                                          | Gemeinden nach Provinzen ⮞ Wahlkreis                             |
| ---------------------------------------------------------------- | ---------------------------------------------------------------- | ---------------------------------------------------------------- |
|                                                                  | Metropolitanstadt Cagliari (17 Gemeinden)                        | alle ⮞ Wahlkreis Cagliari                                        |
|                                                                  | Provinz Nuoro (74 Gemeinden)                                     | alle ⮞ Wahlkreis Sassari                                         |
|                                                                  | Provinz Oristano (87 Gemeinden)                                  | alle ⮞ Wahlkreis Sassari                                         |
|                                                                  | Provinz Sassari (92 Gemeinden)                                   | alle ⮞ Wahlkreis Sassari                                         |
|                                                                  | Provinz Sud Sardegna (107 Gemeinden)                             | alle ⮞ Wahlkreis Cagliari                                        |

Der Wahlkreis umfasst 253 Gemeinden, d. h. alle 74 Gemeinden der Provinz Nuoro, alle 87 Gemeinden der Provinz Oristano und alle 92 Gemeinden der Provinz Sassari.

### Wahlergebnisse

#### Parlamentswahl 2022
| Kandidaten                          | Kandidaten                | Stimmen | %    | Listen                                                  | Stimmen | %    |
| ----------------------------------- | ------------------------- | ------- | ---- | ------------------------------------------------------- | ------- | ---- |
|                                     | Marcello Peragewählt      | 142.876 | 41,4 | Fratelli d’Italia                                       | 74.214  | 21,5 |
| Forza Italia                        | Marcello Peragewählt      | 142.876 | 41,4 | 37.064                                                  | 10,7    |      |
| Lega per Salvini Premier            | Marcello Peragewählt      | 142.876 | 41,4 | 26.122                                                  | 7,6     |      |
| Noi Moderati                        | Marcello Peragewählt      | 142.876 | 41,4 | 5.476                                                   | 1,6     |      |
|                                     | Gavino Manca              | 92.939  | 26,9 | Partito Democratico – Italia Democratica e Progressista | 69.470  | 20,1 |
| Alleanza Verdi e Sinistra           | Gavino Manca              | 92.939  | 26,9 | 13.414                                                  | 3,9     |      |
| +Europa                             | Gavino Manca              | 92.939  | 26,9 | 7.437                                                   | 2,2     |      |
| Impegno Civico – Centro Democratico | Gavino Manca              | 92.939  | 26,9 | 2.618                                                   | 0,8     |      |
|                                     | Marcello Cherchi          | 75.787  | 21,9 | Movimento 5 Stelle                                      | 75.787  | 21,9 |
|                                     | Antioco Valerio Zoccheddu | 14.392  | 4,2  | Azione – Italia Viva                                    | 14.392  | 4,2  |
|                                     | Gavino Fonnesu            | 7.458   | 2,2  | Italexit per l’Italia                                   | 7.458   | 2,2  |
|                                     | Lucia Brocca              | 5.058   | 1,5  | Unione Popolare                                         | 5.058   | 1,5  |
|                                     | Patrizia Piras            | 5.048   | 1,5  | Italia Sovrana e Popolare                               | 5.048   | 1,5  |
|                                     | Alessandro Goddi          | 1.716   | 0,5  | Vita                                                    | 1.716   | 0,5  |
| Gesamt                              | Gesamt                    | 345.274 | 100  |                                                         | 345.274 | 100  |
|                                     |                           |         |      |                                                         |         |      |
| Ungültige Stimmen                   | Ungültige Stimmen         | 16.459  | 4,6  |                                                         |         |      |
| Wähler                              | Wähler                    | 361.733 | 52,0 |                                                         |         |      |
| Wahlberechtigte                     | Wahlberechtigte           | 695.471 |      |                                                         |         |      |
|                                     |                           |         |      |                                                         |         |      |
| Quelle: Innenministerium            |                           |         |      |                                                         |         |      |